# 야지마 마이미
야지마 마이미(일본어: 矢島舞美, 1992년 2월 7일~)는 사이타마현 출신의 여성 아이돌 가수이다. 업프런트 크리에이트(업프런트 그룹) 소속이다.
2022년 11월 8일, 배우 미카타 료스케와 결혼을 발표했다.

## 특징
- 친구 츠구나가 모모코
- 사촌 타케우치 아카리

## 활동
헬로! 프로젝트, 헬로! 프로젝트 키즈 및 각 소속 유닛에서의 활동은 각각의 항목을 참조.

### 텔레비전
- ℃-ute Has Come ～キュートガヤッテキタ～ (2006년 12월 2일 · 16일, KIDS Station)
- 베리큐! (2008년 3월 13일 - 10월 3일, 테레비도쿄)
- 요로센! (2008년 10월 6일 - 2009년 3월 27일, 테레비도쿄)
- 미녀방담 (2009년 6월 25일 · 7월 2일, 테레비도쿄)
- 피라메키노G「ざっくり戦士ピラメキッド」(2010년 4월 23일 - , 테레비도쿄) - 모모카와 모모코 역
- 수학♥여자학원 (2012년 1월 11일 - 3월 28일, 니혼테레비) - 시부야 마미 역
- 고향의 꿈 (2017년 1월 22일 - , 도쿄 방송)

### 라디오
- ℃-ute矢島舞美のI My Meまいみ～ (2008년 7월 4일 - 2017년 6월 9일, FM PORT)

### 영화
- 강아지 단 이야기 (2002년 12월 14일, 도에이)
- 겨울의 괴담~나와 와타시와 할머니의 이야기~주연 · 사에키 사요 역
- 왕게임 (2011년 12월 17일, BS-TBS)
- 좀비디오 (2012년 공개)
- 퍼스트 러브 (2019년)

### CM
- 아메리칸 패밀리 생명보험 회사 일본 지사「우라시마 타로편」(2005년)

### PV
- Buono! ホントのじぶん (2007년 10월 31일)

### DVD/Blu-ray
- 17's-SEVENTEEN'S- (2009년 4월 29일, Zetima)
- 겨울의 괴담~나와 와타시와 할머니의 이야기~ (2010년 1월 6일)
- Fixの絵 (2010년 6월 23일, Zetima)
- 海風 (2011년 3월 27일)
- BLACK ANGELS (2011년 4월 27일)
- a foggy doll (2011년 8월 30일)
- a rainy day (2011년 9월 30일)
- Imagine classic (2011년 11월 12일)
- BLACK ANGELS 2 ~검은 각성편~ (2012년 7월 4일)
- BLACK ANGELS 3 ~검은 사투편~ (2012년 8월 3일)
- Chelsie (2012년 12월 19일, Zetima)
- "야지마 마이미 사진집「ハタチ」" 메이킹 DVD ~특별편집편~ (2012년 12월 22일)
- 마이 뮤지엄 스페셜 DVD (2013년 6월 6일)
- Smiling sky (2013년 12월 25일)
- Blue Wind (2014년 4월 9일, Zetima)
- Ways (2014년 12월 23일)
- Hello! Project Station Archives Vol.1「시미즈 사키×야지마 마이미 대담 2002~2008」(2015년 6월 3일)
- Hello! Project Station Archives Vol.2「시미즈 사키×야지마 마이미 대담 2009~2015」(2015년 6월 3일)
- 『やじマップSweets修行の旅』Special Making DVD (2015년 6월 26일)
- Flowing (2015년 10월 21일, Zetima)
- わたしの季節 (2016년 9월 28일, Zetima)
- 연극여자부「한장의 티켓 ~비틀즈가 찾아와~」(2018년 3월 28일)
- 무대「열대남자」(2018년 6월 13일)

### 전달 한정
- これから飛び乗ってく未来 (2017년 11월 17일)
- 明日、知らない風に吹かれて (2017년 11월 17일)
- 愛をみせてくれませんか (2018년 11월 21일)
- 泣きたくないのに (2018년 11월 21일)

콜라보레이션
- 恋する!さかなヘン / 야지마 마이미, 나카지마 사키, 오카다 마리나 (LoVendoЯ), 키시모토 유메노 (츠바키팩토리) (2019년 3월 30일, 업프런트 워크스)

### 무대
- 산책 도락 특별 공연「로맨틱하게 요로시쿠」(2009년 12월 2일 - 12월 6일) - 마오 역
- 「진조」vol.3『란』(2010년 7월 7일 - 11일)
- 「진조」vol.4『란-2011 New version!!-』(2011년 5월 22일 - 29일)
- 열대남자 (2018년 2월 22일 - 3월 3일) - 주연
- LADY OUT LAW! (2018년 9월 14일 - 24일) - 주연

## 서적

### 단행본
- 『やじマップSweets修行の旅』(2015년 4월 27일, 와니북스) ISBN 978-4-8470-4749-7

### 사진집
- 1st 솔로 사진집『舞美』(2007년 4월 25일, 와니북스) ISBN 978-4-8470-4003-0
- 2nd 솔로 사진집『爽・空（そうそら）』(2008년 1월 27일, 와니북스) ISBN 978-4-8470-4065-8
- 3rd 솔로 사진집『17』(2009년 4월 18일, 와니북스) ISBN 978-4-8470-4169-3
- 4th 솔로 사진집『矢島舞美写真館 2008-2010』(2010년 6월 5일, 와니북스) ISBN 978-4-8470-4285-0
- 5th 솔로 사진집『タビオト』(2011년 11월 27일, 와니북스) ISBN 978-4-8470-4409-0
- 6th 솔로 사진집『ハタチ』(2012년 11월 27일, 와니북스)
- 솔로 사진집 작품집『マイミュージアム』(2013년 5월 27일, 와니북스)
- 7th 솔로 사진집『ガラスと水』(2013년 10월 15일, 와니북스)
- 8th 솔로 사진집『PURE EYES』(2014년 3월 27일, 와니북스)
- 9th 솔로 사진집『Nobody knows23』(2015년 8월 21일, 와니북스) ISBN 978-4-8470-4773-2
- 10th 솔로 사진집『ひとりの季節』(2016년 8월 27일, 와니북스) ISBN 978-4-8470-4860-9
- 11th 솔로 사진집『瞬き』(2018년 11월 10일, 와니북스) ISBN 978-4-8470-8171-2

## 소속 유닛
- DIY♡ (2012년 ~ 2020년)
- 멜로우크앗드 (2013년 ~ 2020년)